# Roncus carusoi
Espèce
Roncus carusoi est une espèce de pseudoscorpions de la famille des Neobisiidae.

## Distribution
Cette espèce est endémique de Sicile en Italie. Elle se rencontre à Noto dans la grotte Grotta Pozzo Baronazzo.

## Étymologie
Cette espèce est nommée en l'honneur de Domenico Caruso.

## Publication originale
- Gardini & Rizzerio, 1987 : I Roncus eucavernicoli del gruppo siculus (Pseudoscorpionida Neobisiidae). Bollettino della Società Entomologica Italiana, vol. 119, p. 67-80.